# Caterham CT05
A Caterham CT05 egy Formula–1-es versenyautó, melyet a Caterham F1 Team használt a 2014-es Formula–1 világbajnokság során. Pilótái az idény kezdetén az újonc Marcus Ericsson és Kobajasi Kamui voltak, leváltva az előző évi felállást, a belga nagydíjon Kobajasi helyett André Lotterer, a szezonzárón Ericsson helyett Will Stevens volt a csapat pilótája. Tesztprogram keretében más versenyzők is vezethették, mint Robin Frijns, Alexander Rossi, Julian Leal, Rio Haryanto és Nathanaël Berthon. Ez volt a Caterham által épített utolsó autó, a csapat felszámolása előtt.

## Áttekintés

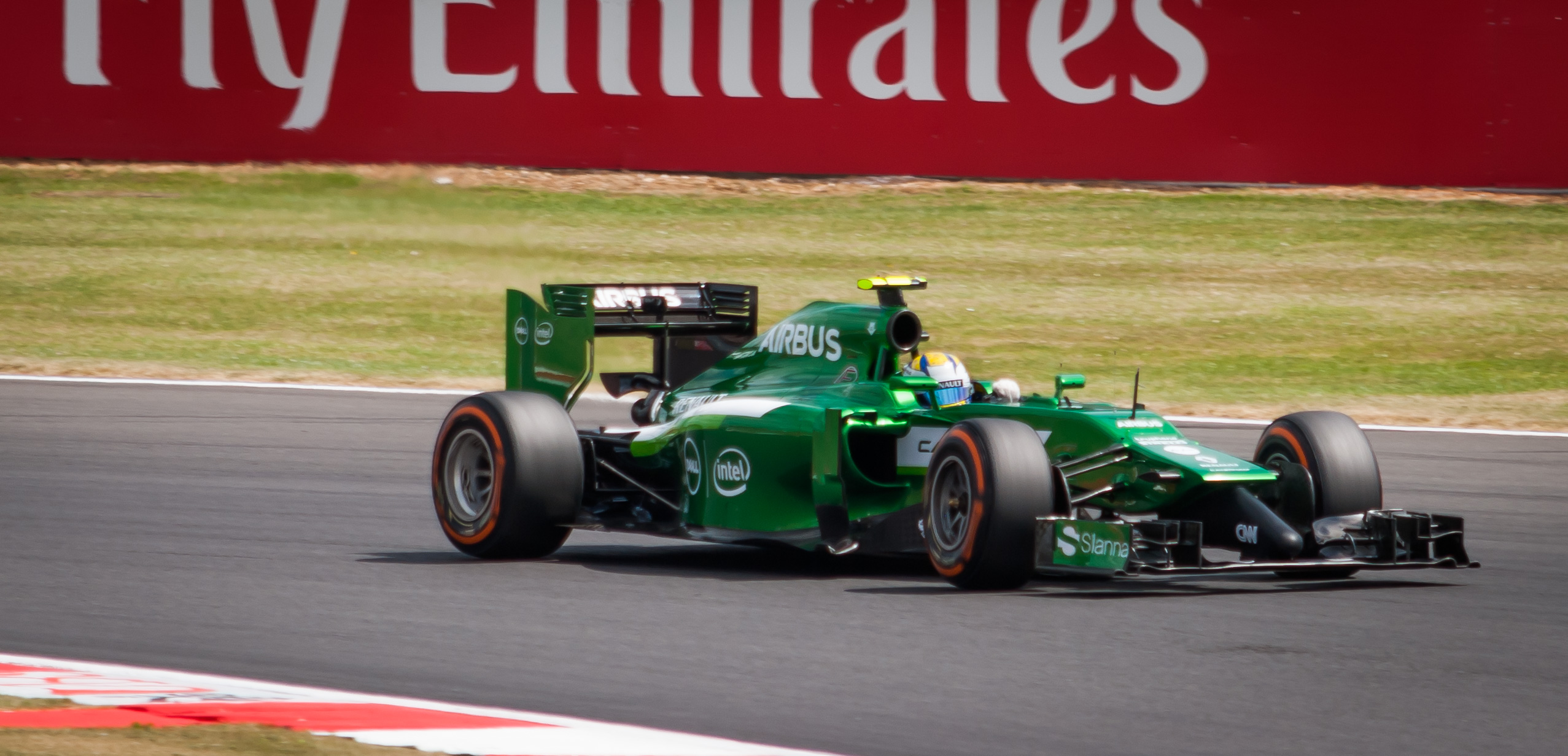
Marcus Ericsson az eredeti, egyedi orr-kiképzéssel

A turbókorszaknak alaposan áttervezett kasztnival futott neki a csapat. Az erőforrás a Renault 1,6 literes turbómotorja volt, amely abban az évben nem volt annyira gyors, mint a Mercedes, vagy a Ferrari saját motorjai. A váltókat a Red Bull csapatától kapták. Az idény előtt megállapodást kötöttek a Toyotával, hogy hadd használhassák az ő tulajdonukban lévő kölni szélcsatornát. Az autó leginkább a különös orrkiképzésével hívta fel magára a figyelmet. Nem alkalmaztak fedőelemet, így az orrmagasság miatti magasságcsökkentést lépcsővel oldották meg, majd az orr végét nemes egyszerűséggel levágták, és abból nyúlt ki a hosszúkás, hegyes vég. Szintén érdekes megoldás volt, hogy az első szárnyat erre a végre erősítették rá. A meglehetősen otromba és sikertelen megoldást a belga nagydíjtól lecserélték egy visszafogottabb, leginkább a Williams és a McLaren "hangyászorrához" hasonló konstrukcióra.
Az előző évekhez képest némiképp más festést használtak, az alapszín metálzöld lett, melyet helyenként citromzöld, fehér és fekete sávok törtek meg. A csapatnak kevés szponzora volt, az Intel, a Dell, az Airbus és a General Electric matricái voltak a leghangsúlyosabbak, illetve a szezon második felében a Silanna is megjelent rajtuk. Az utolsó futamon rengeteg szponzor került fel a kasztnira, mindazok, akik nagyobb adományukkal segítették, hogy részt vehessenek a versenyen.
Ettől az idénytől kezdve a pilótáknak egyedi rajtszámot kellett választaniuk. Ericsson a 9-est választotta, mert tetszett neki, Kobajasi pedig a 10-est, mert az első autónak, amit vezetett (Toyota TF109), ugyanez volt a rajtszáma. Lotterer és Stevens a szabályok által a beugró versenyzőknek fenntartott 45-öst és 46-ost kapták.

## A szezon
Már a szezon eleji teszteken látszott, hogy nem lesz az elmúlt évekhez képest számottevő javulás, az új éra ellenére sem. Az idénynyitó versenyen mindkét pilóta kiesett, és ezt követően is messze voltak a pontszerzéstől. A Monacói Nagydíjat Ericsson a 11. helyen zárta, ami fantasztikus eredménynek volt mondható a teljesítményükhöz képest, azonban ez már kevés volt a nagy rivális Marussia legyőzéséhez, akik Jules Bianchi révén megszerezték első pontjaikat. A Caterham ezzel beállított egy rekordot: ők lettek az a csapat, amely a legtöbb nagydíjon indult, de egyetlen pontot sem szerzett.
A csapat a nyári szünetet követően komoly gondokkal nézett szembe: se a pénzügyi helyzetük, se a csapatvezetés nem volt biztos. A Belga Nagydíjon a háromszoros Le Mans-győztes André Lotterer ugrott be Kobajasi helyett, azonban az ő szereplése kérészéletű volt, hiszen már a rajt után kiesett. A csapat az orosz nagydíjon még el tudott indulni, de ezután csődvédelem alá került. Mivel még az sem volt ekkor egyértelmű, hogy ki is vezeti a csapatot, ezért különleges engedéllyel kihagyhattak két versenyt. A szezonzáró abu-dzabi nagydíjon csak úgy indulhattak el, hogy felhívást intéztek rajongóikhoz: adakozzanak. Ennek fejében különféle relikviákat is küldtek azoknak, akik a legtöbb pénzt adták. Ericsson ekkor már leszerződött a Sauberhez, így helyette Will Stevens ugrott be, aki a verseny után tesztelt is.
A magyar nagydíjon Ericsson által összetört, elsőként elkészült kasztnit kibelezett állapotban tették félre a csapat leafieldi főhadiszállásán, majd amikor elárverezték a csapat vagyontárgyait, egy magángyűjtő megvásárolta azt. Hosszas munkával restaurálta, ennek során egy négyhengeres, 2L-es Formula Renault motor került bele és az ahhoz kapcsolódó váltómű, az autó pedig a monacói nagydíjon használt festését kapta meg. A kész kasztni 2025 áprilisában mutatkozott be.

## Eredmények
| Év   | Csapat           | Motor                  | Gumik | Pilóták         | 1          | 2        | 3       | 4    | 5             | 6      | 7      | 8        | 9              | 10          | 11           | 12      | 13          | 14        | 15    | 16          | 17               | 18       | 19                      | Pontok | Helyezés |
| ---- | ---------------- | ---------------------- | ----- | --------------- | ---------- | -------- | ------- | ---- | ------------- | ------ | ------ | -------- | -------------- | ----------- | ------------ | ------- | ----------- | --------- | ----- | ----------- | ---------------- | -------- | ----------------------- | ------ | -------- |
| 2014 | Caterham F1 Team | Renault Energy F1-2014 | P     |                 | Ausztrália | Malajzia | Bahrein | Kína | Spanyolország | Monaco | Kanada | Ausztria | Nagy-Britannia | Németország | Magyarország | Belgium | Olaszország | Szingapúr | Japán | Oroszország | Egyesült Államok | Brazília | Egyesült Arab Emírségek | 0      | 11.      |
| 2014 | Caterham F1 Team | Renault Energy F1-2014 | P     | Marcus Ericsson | KI         | 14       | KI      | 20   | 20            | 11     | KI     | 18       | KI             | 18          | KI           | 17      | 19          | 15        | 17    | 19          |                  |          |                         | 0      | 11.      |
| 2014 | Caterham F1 Team | Renault Energy F1-2014 | P     | Kobajasi Kamui  | KI         | 13       | 15      | 18   | KI            | 13     | KI     | 16       | 15             | 16          | KI           |         | 17          | NI        | 19    | KI          |                  |          | KI                      | 0      | 11.      |
| 2014 | Caterham F1 Team | Renault Energy F1-2014 | P     | André Lotterer  |            |          |         |      |               |        |        |          |                |             |              | KI      |             |           |       |             |                  |          |                         | 0      | 11.      |
| 2014 | Caterham F1 Team | Renault Energy F1-2014 | P     | Will Stevens    |            |          |         |      |               |        |        |          |                |             |              |         |             |           |       |             |                  |          | 17                      | 0      | 11.      |

## Fordítás
- Ez a szócikk részben vagy egészben  a   Caterham CT05 című angol Wikipédia-szócikk ezen változatának fordításán alapul.  Az eredeti cikk szerkesztőit annak laptörténete sorolja fel. Ez a jelzés csupán a megfogalmazás eredetét és a szerzői jogokat jelzi, nem szolgál a cikkben szereplő információk forrásmegjelöléseként.

## Forráshivatkozások
1. ↑  Caterham CT05 unveiled. Pitpass, 2014. január 28. (Hozzáférés: 2025. június 3.)
2. ↑  Caterham debuts new nose cone (brit angol nyelven). www.f1technical.net, 2014. augusztus 22. (Hozzáférés: 2025. június 3.)
3. ↑  Wood, Ryan: Ex-team owner Fernandes in hot water over Airbus’ sponsorship of Caterham F1 team (brit angol nyelven). Motorsport Week, 2020. február 4. (Hozzáférés: 2025. június 3.)
4. ↑  Budna, Boštjan: Sponsor Watch: 2014 Abu Dhabi Grand Prix (brit angol nyelven). RaceFans, 2014. november 28. (Hozzáférés: 2025. június 3.)
5. ↑  F1 - The Official Home of Formula 1® Racing (angol nyelven). Formula 1® - The Official F1® Website. (Hozzáférés: 2025. június 3.)
6. ↑  https://www.skysports.com/f1/news/17583/9532600/caterham-to-miss-us-and-brazilian-grand-prix-with-bernie-ecclestones-permission
7. ↑  TNT Sports is not available in your region. www.tntsports.co.uk. (Hozzáférés: 2025. június 3.)
8. ↑  www.wearenachos.com, Digital Nachos Ltd-: 100% Completed Running F1 car - Caterham F1 (angol nyelven). caterhamf1.co.uk. (Hozzáférés: 2025. június 3.)